# آئولیه
آئولیه (قزاقی: Әулие) یک کوه در بلندی‌های قزاق کشور قزاقستان است.